# Амосово (Кирилловский район)
Амо́сово — деревня в Кирилловском районе Вологодской области.
Входит в состав Липовского сельского поселения, с точки зрения административно-территориального деления — в Липовский сельсовет.
Расстояние до районного центра Кириллова по автодороге — 22 км, до центра муниципального образования Вогнемы по прямой — 1 км. Ближайшие населённые пункты — Алексеевская, Большое Дивково, Вогнема.
По переписи 2002 года население — 21 человек (9 мужчин, 12 женщин). Всё население — русские.